# Dicamptodon
Dicamptodon – rodzaj płazów ogoniastych z rodziny ambystomowatych (Ambystomatidae).

## Zasięg występowania
Rodzaj obejmuje gatunki występujące na wybrzeżu Pacyfiku, od południowo-zachodniej Kolumbii Brytyjskiej (Kanada) do hrabstwa Santa Cruz w Kalifornii, a także w północnym Idaho (Stany Zjednoczone).

## Morfologia
Od gatunków z rodzaju Ambystoma różnią się m.in. brakiem oddzielnej kości łzowej. W języku polskim płazy te określane są nazwą amerykańskie salamandry pacyficzne. Gatunkiem typowym rodzaju jest Triton ensatus. Poszczególne gatunki osiągają od 17 do 35 cm długości.

## Systematyka

### Etymologia
- Dicamptodon: gr. δι- di- „podwójny”, od δυο duo „dwa”; καμπτος kamptos „zgięty, zakrzywiony”, od καμπτω kamptō „zginać”; οδους odous, οδοντος odontos „ząb”[2].
- Chondrotus: gr. χονδρος khondros „tkanka chrzęstna”; ους ous, ωτος ōtos „ucho”[6]. Gatunek typowy: Amblystoma tenebrosum Baird & Girard, 1852.

### Podział systematyczny
W niektórych opracowaniach rodzaj Dicamptodon klasyfikowany jest w monotypowej rodzinie skrzeczkowatych (Dicamptodontidae). Do rodzaju należą następujące gatunki:
- Dicamptodon aterrimus (Cope, 1868) – salamandra idahońska
- Dicamptodon copei Nussbaum, 1970 – salamandra olimpicka
- Dicamptodon ensatus (Eschscholtz, 1833) – skrzeczek olbrzymi[7], ambystoma znad Pacyfiku[8]
- Dicamptodon tenebrosus (Baird & Girard, 1852) – salamandra pacyficzna